# سامبوژتس
سامبوژتس (به لهستانی:  Samborzec) یک روستا در لهستان است که در گمینا سامبوژتس واقع شده‌است. سامبوژتس ۵۰۰ نفر جمعیت دارد.